# La mente del poder
La mente del poder es una serie de televisión de suspenso psicológico y drama político argentina emitida por TNT. Sigue la historia de un psicólogo que bajo la amenaza de una de sus pacientes, es obligado a conseguir la renuncia del nuevo presidente de la Nación Argentina. Está protagonizada por Mike Amigorena, Diego Velázquez, Eleonora Wexler, Elena Roger, Michel Noher y Antonia Bengochea. La serie se estrenó el 6 de octubre de 2024 por TNT, mientras que al día siguiente la temporada completa fue lanzada en Flow y al mismo tiempo el servicio de streaming Max estrenó un episodio por semana.

## Sinopsis
La trama se enfoca en Marcos Dorrego, un psicólogo que hace dos años perdió a su esposa y desarrolló un comportamiento autodestructivo que lo llevó a la adicción del alcohol y mantener una mala relación con su hija Sofía. Ante esta crisis, Marcos toma la decisión de dejar de analizar a uno de sus pacientes, Víctor Noriega, quien recientemente fue electo como presidente de la Nación Argentina. Sin embargo, en el medio de esta decisión, aparece Laurent Gerard, una misteriosa paciente de Marcos que lo amenaza con revelar un oscuro secreto de su pasado si no cumple con sus órdenes, las cuales consisten en seguir recibiendo al nuevo presidente en su consultorio para manipularlo y conseguir su renuncia al cargo.

## Elenco

### Principal
- Mike Amigorena como Víctor Noriega
- Diego Velázquez como Marcos Dorrego
- Eleonora Wexler como Ana Parisi
- Elena Roger como Laurent Gerard
- Michel Noher como Luciano Giancara
- Antonia Bengochea como Sofía Dorrego

### Secundario
- Rita Cortese como Renata Saenz
- Carlos Belloso como Facundo Rizzone
- Luis Machín como Valentino Beltrán
- Carla Pandolfi como Camila Dorrego
- Valentina Cerati como Manuela
- Inés Palombo como Rocío
- Agustín Sullivan como Ulises
- Juan Ignacio Cané como Nelson Carmona

### Participaciones
- Gonzalo Urtizberea como Méndez
- Diego Ferrari como Sosa
- Mauricio Minetti como Figueroa
- Marina Wolf como Nuria
- Verónica Romero como Vera
- Alexia Moyano como Verónica
- Miriam Odorico como Rafaela
- Agustín Corsi como Pedro
- Luisa Drozdek como Laura Acuña
- Santiago Caamaño como Diego
- Juan Campesi como Polaco
- Horacio Acosta como Gregorio
- Federico Donofrio como César
- Hervé Segata como Robertson
- David Di Nápoli como Carmelo

## Episodios
| N.º | Título                | Dirigido por   | Escrito por | Fecha de emisión original |
| --- | --------------------- | -------------- | --- | ------------------------- |
| 1   | «Introspección»       | Mariano Hueter | Pablo Flores, Nicolás Mellino, Mariano Hueter, Andrés Aloi, Pablo Lago, Nicolás Marina, Andrés Pascaner y Valentina Cerati | 6 de octubre de 2024      |
| 2   | «El precio del poder» | Mariano Hueter | Pablo Flores, Nicolás Mellino, Mariano Hueter, Andrés Aloi, Pablo Lago, Nicolás Marina, Andrés Pascaner y Valentina Cerati | 13 de octubre de 2024     |
| 3   | «Mano derecha»        | Mariano Hueter | Pablo Flores, Nicolás Mellino, Mariano Hueter, Andrés Aloi, Pablo Lago, Nicolás Marina, Andrés Pascaner y Valentina Cerati | 20 de octubre de 2024     |
| 4   | «Juego sucio»         | Mariano Hueter | Pablo Flores, Nicolás Mellino, Mariano Hueter, Andrés Aloi, Pablo Lago, Nicolás Marina, Andrés Pascaner y Valentina Cerati | 27 de octubre de 2024     |
| 5   | «Manipulación»        | Mariano Hueter | Pablo Flores, Nicolás Mellino, Mariano Hueter, Andrés Aloi, Pablo Lago, Nicolás Marina, Andrés Pascaner y Valentina Cerati | 3 de noviembre de 2024    |
| 6   | «En la mira»          | Mariano Hueter | Pablo Flores, Nicolás Mellino, Mariano Hueter, Andrés Aloi, Pablo Lago, Nicolás Marina, Andrés Pascaner y Valentina Cerati | 10 de noviembre de 2024   |
| 7   | «La caídad»           | Mariano Hueter | Pablo Flores, Nicolás Mellino, Mariano Hueter, Andrés Aloi, Pablo Lago, Nicolás Marina, Andrés Pascaner y Valentina Cerati | 17 de noviembre de 2024   |
| 8   | «Redención»           | Mariano Hueter | Pablo Flores, Nicolás Mellino, Mariano Hueter, Andrés Aloi, Pablo Lago, Nicolás Marina, Andrés Pascaner y Valentina Cerati | 24 de noviembre de 2024   |

## Producción
La serie fue creada por Nicolás Mellino y Pablo Flores, quienes comenzaron a desarrollar la idea en 2017. El proyecto fue producido por la empresa Onceloops Media que filmo una temporada de ocho episodios que sería distribuida por Warner Bros. Discovery Americas y Telecom Argentina. A fines de noviembre de 2024, fue revelada la lista de los actores que conformaban el elenco de la serie. La fotografía principal comenzó el 21 de noviembre de 2023 en Buenos Aires y se utilizó la Estancia Abril ubicada en la localidad de Hudson como simulación de la casa de gobierno, mientras que los demás escenarios de filmación incluyeron locaciones en los barrios de Belgrano, Parque Patricios y San Telmo. En enero de 2024, concluyeron las grabaciones de la serie.